# فوتورئالیسم

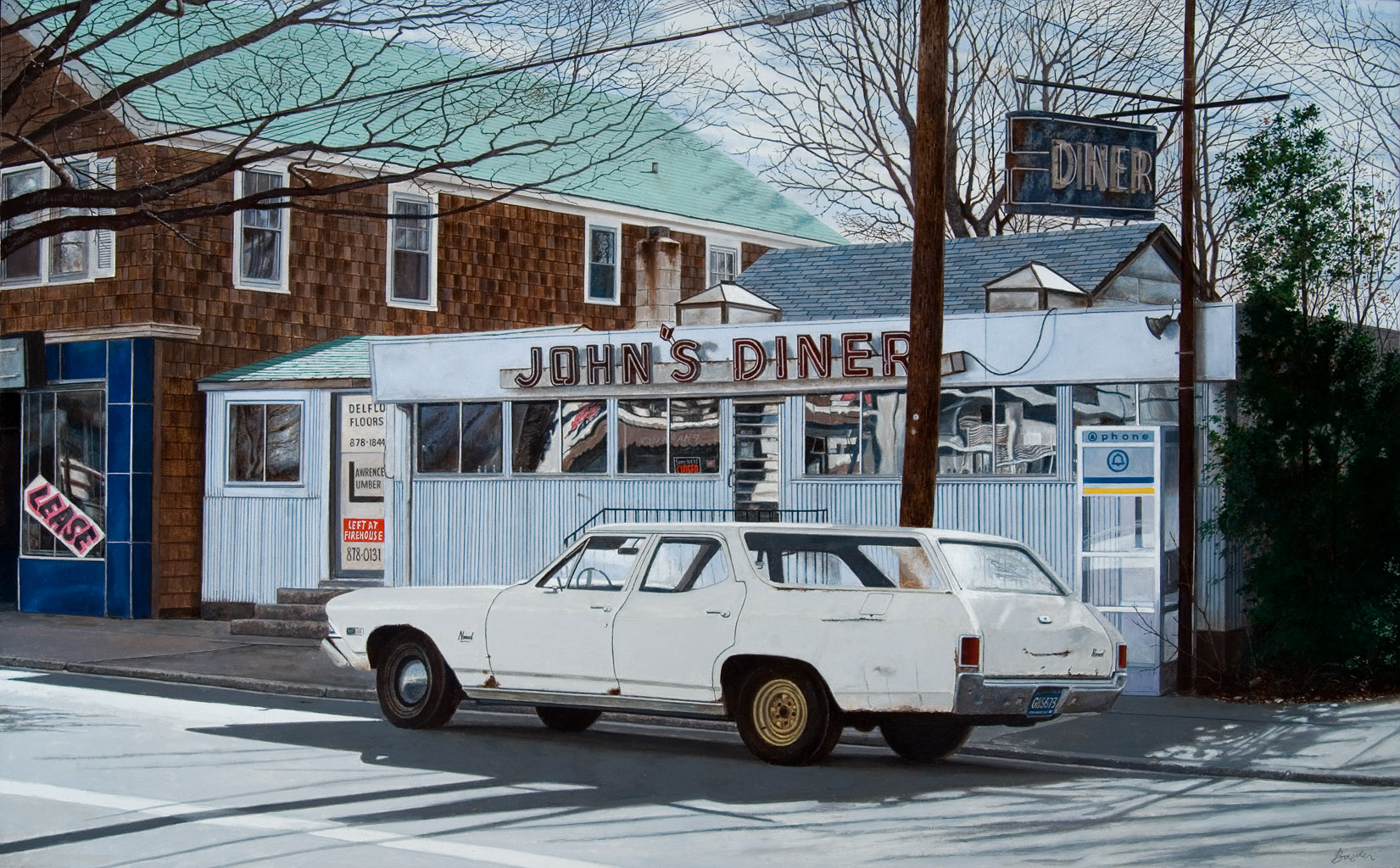
رستوران جان با شورولت جان، جان بائِدِر، رنگ روغن روی بوم، ۷۶×۱۲۲ سانتیمتر.

واقع‌گرایی عکس‌وار یا فوتورئالیسم (انگلیسی: Photo-realistic) یا سوپررئالیسم که از جنبش‌های هنری نیمهٔ دوم قرن بیستم است. این جنبش از اواخر دهه ۱۹۶۰ در نقاشی و مجسمه‌سازی به ویژه در ایالات متحده آمریکا و بریتانیا رایج شد. هنرمندان این جنبش نیز، همچون هنرمندان پاپ، و برخلاف زبان بصری ناآشنای اکسپرسیونیسم انتزاعی در جستجوی فرمی از ارتباط هنری با عموم جامعه و مردم بودند. آن‌ها زبان بصری هنر پاپ را با وفاداری وسواس گونه به واقعیت بصری توسعه دادند. عموماً هنرمندان این سبک از روی عکس کار می‌کردند، بدین نحو که ابتدا عکسی را مورد بررسی قرار می‌دهند و سپس تلاش می‌کنند تصویر را هر چه واقع‌گرایانه تر در یک رسانه دیگر - عموماً نقاشی - باز تولید کنند. اگر چه این اصطلاح برای اشاره به آثار مختلفی بکار برده می‌شود، اما به‌طور ویژه به گروهی از نقاشی‌ها و نقاشان جنبش هنری دهه ۶۰ و اوایل هه ۷۰ میلادی آمریکا اشاره دارد.
نقاشان فتورئالیست غالباً دقت وافری در نمایش جزئیات ریزی همچون موی دارند.

## هنرمندان
از جمله هنرمندان فوتورئالیست می‌توان به چاک کلوز، دی آندرا و دیون هانسون و ادری فلک و لوسین فروید اشاره کرد.

## ویژگی‌ها
در این آثار وضوح و دقت در جزئیات، به صورت یکسان در سراسر اثر لحاظ شده‌است، به جز قسمت‌هایی که خارج از کانون وضوح است و به‌طور وفادارانه مطابق عکس ثبت نشده‌است.
مجسمه‌سازان فتورئالیست غالباً از لباس یا لوازم واقعی استفاده می‌کنند و دقت وافری در نمایش جزئیات ریزی همچون موی بدن دارند.